# Bremiska kavalleriregementet
Bremiska kavalleriregementet värvades i Bremen och deltog i fälttåget i Holstein 1700. Sedan med Gyllenstierna
till Polen, sedan vid konungens armé. Återgick våren 1705 till Pommern, 1710 (med endast 320 man, våren 1711 700 man)
i Stettin, 1712 i Stralsunds besättning. Fyra kompanier med Stenbock 1712; fångna vid Tönningen. Återstoden
fången vid Stralsund 1715.

## Förbandschefer
- 1700–1707: C. G. Horn
- 1707–1715: C. G. Mellin